# Jordan Ayew
Jordan Pierre Ayew (Marseille, 11 september 1991) is een Ghanees voetballer die doorgaans als aanvaller speelt. Hij verruilde Crystal Palace in augustus 2024 voor Leicester City. Hij debuteerde in 2010 in het Ghanees voetbalelftal.

## Clubcarrière

### Olympique Marseille
Ayew verliet AS Lyon-Duchère in 2006 voor de jeugdopleiding van Olympique Marseille. Hier tekende hij in 2009 een driejarig contract en debuteerde hij op 16 december 2009 in het eerste elftal, tijdens een competitieduel in de Ligue 1 tegen Lorient. Hij scoorde de gelijkmaker, waarop Marseille uiteindelijk met 2–1 won. Ayew maakte zijn tweede doelpunt voor Marseille thuis tegen OGC Nice, in een wedstrijd waarin zijn broer André een hattrick scoorde. Het seizoen 2009/10 sloot Ayew met zijn club af als landskampioen.
Jordan en André begonnen op 1 november 2011 voor het eerst samen aan een wedstrijd, een duel in de Champions League tegen Arsenal. De tweede helft van het seizoen 2013/14 speelde Ayew op huurbasis bij FC Sochaux, omdat hij weinig speelminuten kreeg bij Marseille. Hij kon niet helpen voorkomen dat de club uit de Ligue 1 degradeerde.

### FC Lorient
Ayew tekende in juli 2014 een contract voor vier jaar bij FC Lorient. Hiermee eindigde hij dat jaar als zestiende in de Ligue 1. Het bleek meteen zijn laatste jaar bij de club. Hij speelde 31 competitiewedstrijden en maakte daarin twaalf doelpunten voor Lorient.

### Aston Villa
Ayew tekende in juli 2015 een contract tot medio 2020 bij Aston Villa FC, de nummer zeventien van de Premier League in het voorgaande seizoen. Dat betaalde circa €12.500.000,- voor hem aan FC Lorient. In zijn eerste seizoen degradeerde hij voor de tweede keer in zijn carrière. Hij kwam wel tot zeven goals in de Premier League, iets wat hij een niveautje lager niet voor elkaar kreeg.

### Swansea City
Halverwege het seizoen 2016/17 keerde Ayew terug in de Premier League bij Swansea City, waar hij in zij eerste seizoen één keer scoorde. In zijn eerste volledige seizoen in Wales ging het hem een stuk beter af: hij scoorde elf doelpunten in alle competities, zijn op-een-na hoogste aantal in zijn carrière.

### Crystal Palace
Crystal Palace huurde Ayew gedurende het seizoen 2018/19 van Swansea City en nam hem daarna definitief over. Dat seizoen scoorde hij negen doelpunten in de Premier League, zijn hoogste aantal. Hij zou de seizoenen erna telkens meer dan 30 wedstrijden spelen, afwisselend als basisspeler en invaller.

### Leicester City
In augustus 2024 tekende Ayew bij Leicester City.

## Clubstatistieken
| Seizoen | Club                | Competitie     | Competitie | Competitie | Beker | Beker | Europa | Europa | Totaal | Totaal |
| Seizoen | Club                | Competitie     | Wed.       | Dlp.       | Wed.  | Dlp.  | Wed.   | Dlp.   | Wed.   | Dlp.   |
| ------- | ------------------- | -------------- | ---------- | ---------- | ----- | ----- | ------ | ------ | ------ | ------ |
| 2009/10 | Olympique Marseille | Ligue 1        | 4          | 1          | 0     | 0     | 0      | 0      | 4      | 1      |
| 2010/11 | Olympique Marseille | Ligue 1        | 22         | 2          | 4     | 0     | 3      | 0      | 29     | 2      |
| 2011/12 | Olympique Marseille | Ligue 1        | 34         | 3          | 5     | 4     | 6      | 0      | 45     | 7      |
| 2012/13 | Olympique Marseille | Ligue 1        | 35         | 7          | 3     | 0     | 9      | 3      | 47     | 10     |
| 2013/14 | Olympique Marseille | Ligue 1        | 16         | 1          | 1     | 0     | 5      | 1      | 22     | 2      |
| 2013/14 | → FC Sochaux        | Ligue 1        | 17         | 5          | 1     | 0     | –      | –      | 18     | 5      |
| 2014/15 | FC Lorient          | Ligue 1        | 31         | 12         | 2     | 1     | –      | –      | 33     | 13     |
| 2015/16 | Aston Villa         | Premier League | 30         | 7          | 6     | 0     | –      | –      | 36     | 7      |
| 2016/17 | Aston Villa         | Championship   | 21         | 2          | 1     | 1     | –      | –      | 22     | 3      |
| 2016/17 | Swansea City        | Premier League | 14         | 1          | 0     | 0     | –      | –      | 14     | 1      |
| 2017/18 | Swansea City        | Premier League | 36         | 7          | 8     | 4     | –      | –      | 44     | 11     |
| 2018/19 | → Crystal Palace    | Premier League | 20         | 1          | 5     | 1     | –      | –      | 25     | 2      |
| 2019/20 | Crystal Palace      | Premier League | 37         | 9          | 2     | 0     | –      | –      | 39     | 9      |
| 2020/21 | Crystal Palace      | Premier League | 33         | 1          | 2     | 0     | –      | –      | 35     | 1      |
| 2021/22 | Crystal Palace      | Premier League | 31         | 3          | 3     | 0     | –      | –      | 34     | 3      |
| 2022/23 | Crystal Palace      | Premier League | 38         | 4          | 3     | 0     | –      | –      | 41     | 4      |
| 2023/24 | Crystal Palace      | Premier League | 35         | 4          | 2     | 0     | –      | –      | 37     | 4      |
| 2024/25 | Crystal Palace      | Premier League | 0          | 0          | 0     | 0     | –      | –      | 0      | 0      |
| TOTAAL  | TOTAAL              | TOTAAL         | 454        | 70         | 48    | 11    | 23     | 4      | 525    | 85     |

## Interlandcarrière
Ayew maakte  op 5 september 2010 zijn debuut voor Ghana, in een wedstrijd tegen Swaziland. Hij maakte op 1 juni 2012 zijn eerste twee interlanddoelpunten, tegen Lesotho. Ayew behoorde tot de Ghanese selectie op het Afrikaans kampioenschap 2012, het wereldkampioenschap voetbal 2014, het Afrikaans kampioenschap 2015, het Afrikaans kampioenschap 2017 en het Afrikaans kampioenschap 2019.

## Privé
Ayew is een broer van André en Abdul Rahim Ayew en zoon van voormalig profvoetballer Abédi Pelé. Hij is moslim, getrouwd en heeft twee kinderen.

## Erelijst
Met  Olympique Marseille
| Competitie            | Aantal | Jaren                     |
| --------------------- | ------ | ------------------------- |
| Kampioen Ligue 1      | 1x     | 2009/10                   |
| Coupe de la Ligue     | 3x     | 2009/10, 2010/11, 2011/12 |
| Trophée des Champions | 2x     | 2010, 2011                |

1 Ward ·
2 Justin ·
3 Faes ·
4 Coady ·
5 Okoli ·
6 Ndidi ·
7 Fatawu ·
8 Winks ·
9 Vardy  ·
10 Mavididi ·
11 El Khannouss ·
14 Decordova-Reid ·
16 Kristiansen ·
17 Choudhury ·
18 Ayew ·
20 Daka ·
21 Pereira ·
22 Skipp ·
23 Vestergaard ·
24 Soumaré ·
29 Édouard ·
30 Hermansen ·
31 Iversen ·
33 Thomas ·
34 Golding ·
35 McAteer ·
37 Alves ·
40 Buonanotte ·
41 Stolarczyk ·
Coach: Cooper
1 Kwarasey ·
2 Opare ·
3 Gyan ·
4 Mensah ·
5 Sumaila ·
6 Muntari ·
7 Atsu ·
8 Essien ·
9 Boateng ·
10 A. Ayew ·
11 J. Ayew ·
12 Waris ·
13 Boye ·
14 Asamoah ·
15 Adomah ·
16 Badu ·
17 Mubarak ·
18 Acquah ·
19 Rabiu ·
20 Afful ·
21 Inkoom ·
22 Adams ·
23 Dauda ·
Coach: Appiah
1 Ati-Zigi ·
2 Lamptey ·
3 Odoi ·
4 Salisu ·
5 Partey ·
6 Owusu ·
7 Issahaku ·
8 Kyereh ·
9 J. Ayew ·
10 A. Ayew  ·
11 Bukari ·
12 Danlad ·
13 Afriyie ·
14 Mensah ·
15 Aidoo ·
16 Nurudeen ·
17 Rahman ·
18 Amartey ·
19 Williams ·
20 Kudus ·
21 Abdul Samed ·
22 Sulemana ·
23 Djiku ·
24 Sowah ·
25 Semenyo ·
26 Seidu ·
Coach: Addo